# Valleroy-aux-Saules
Valleroy-aux-Saules és un municipi francès, situat al departament dels Vosges i a la regió del Gran Est. L'any 2007 tenia 237 habitants.

## Demografia

### Població
El 2007 la població de fet de Valleroy-aux-Saules era de 237 persones. Hi havia 86 famílies, de les quals 15 eren unipersonals (4 homes vivint sols i 11 dones vivint soles), 28 parelles sense fills, 32 parelles amb fills i 11 famílies monoparentals amb fills.
La població ha evolucionat segons el següent gràfic:
Habitants censats

### Habitatges
El 2007 hi havia 96 habitatges, 89 eren l'habitatge principal de la família, 3 eren segones residències i 4 estaven desocupats. 85 eren cases i 11 eren apartaments. Dels 89 habitatges principals, 80 estaven ocupats pels seus propietaris i 10 estaven llogats i ocupats pels llogaters; 2 tenien dues cambres, 3 en tenien tres, 12 en tenien quatre i 72 en tenien cinc o més. 80 habitatges disposaven pel capbaix d'una plaça de pàrquing. A 34 habitatges hi havia un automòbil i a 50 n'hi havia dos o més.

### Piràmide de població
La piràmide de població per edats i sexe el 2009 era:
| Homes | Edats   | Dones |
| ----- | ------- | ----- |
| 0     | 95 o +  | 0     |
| 0     | 90 a 94 | 0     |
| 0     | 85 a 89 | 4     |
| 0     | 80 a 84 | 0     |
| 0     | 75 a 79 | 0     |
| 0     | 70 a 74 | 0     |
| 4     | 65 a 69 | 8     |
| 8     | 60 a 64 | 4     |
| 8     | 55 a 59 | 4     |
| 4     | 50 a 54 | 12    |
| 20    | 45 a 49 | 8     |
| 0     | 40 a 44 | 8     |
| 16    | 35 a 39 | 16    |
| 4     | 30 a 34 | 4     |
| 12    | 25 a 29 | 8     |
| 8     | 20 a 24 | 0     |
| 16    | 15 a 19 | 8     |
| 12    | 10 a 14 | 0     |
| 12    | 5 a 9   | 8     |
| 8     | 0 a 4   | 4     |

## Economia
El 2007 la població en edat de treballar era de 159 persones, 122 eren actives i 37 eren inactives. De les 122 persones actives 115 estaven ocupades (63 homes i 52 dones) i 7 estaven aturades (4 homes i 3 dones). De les 37 persones inactives 19 estaven jubilades, 8 estaven estudiant i 10 estaven classificades com a «altres inactius».

### Ingressos
El 2009 a Valleroy-aux-Saules hi havia 100 unitats fiscals que integraven 270,5 persones, la mediana anual d'ingressos fiscals per persona era de 18.578 €.

### Activitats econòmiques
Dels 9 establiments que hi havia el 2007, 1 era d'una empresa extractiva, 4 d'empreses de construcció, 2 d'empreses de comerç i reparació d'automòbils, 1 d'una empresa financera i 1 d'una empresa classificada com a «altres activitats de serveis».
Dels 4 establiments de servei als particulars que hi havia el 2009, 1 era un paleta, 1 lampisteria, 1 electricista i 1 empresa de construcció.
L'any 2000 a Valleroy-aux-Saules hi havia 5 explotacions agrícoles.

## Poblacions més properes
El següent diagrama mostra les poblacions més properes.